# Ковалевські
Ковалевські — старшинсько-шляхетський рід на Харківщині. Походив від козацького сотника Семена Ковалевського, який у середині 17 ст. на чолі загону переселенців із с. Вільшани на Київщині (поблизу м. Богуслав) перейшов у Слобідську Україну і заснував там поселення, назване на згадку про рідне село — Вільшанами (нині селище міського типу Дергачівського району Харківської обл.). Його син Василь (р. н. невід. — п. 1682) був харківським полковим обозним, а правнук Петро (р. н. невід. — п. 1828) — дослужився до полковника і мав синів — Євграфа (див. Євграф Ковалевський; гірничий інженер, міністр народної освіти Російської імперії), Петра (1808–55; генерал-лейтенант, служив у гвардійській артилерії, смертельно поранений під час Кримської війни 1853—1856), Єгора (див. Єгор Ковалевський; мандрівник, державний діяч та письменник) і Михайла (р. н. і р. с. невід.). Син Євграфа Петровича — Михаїл Євграфович (1830—1884) — суд. діяч, чл. Державної ради, сенатор (опікувався С.-Петерб. землеробною колонією для малолітніх злочинців; йому належить, за словами М.Василенка, заслуга в сприянні установленню правильних поглядів на нові судові порядки й розвитку їх шляхом касаційної практики в дусі основних засад судової реформи 1864). Племінник Єгора та Євграфа — Павло Михайлович (1823—1907) — гірничий інж., поет та худож. критик, служив на Луганському ливарному заводі, з 1850 — у відставці, жив у Швейцарії та Італії, де писав статті для ж. «Отечественные записки», ці статті згодом переробив, доповнив і видрукував як книгу «Этюды путешественника. Италия. Швейцария. Путешественники и путешествия» (СПб., 1864); повернувшись до Санкт-Петербурга, з 1859 друкував у журналах «Современник» і «Отечественные записки» переклади європ. поетів та оригінальні вірші; видав «Уголок Италии» (оповідання, «Современник», 1861, № 2), «Непрактичные люди» (повість, там само, 1864, № 11–12), «Итоги жизни» (повість, «Вестник Европы», 1883, № 1–3), «Встречи на жизненном пути» (спогади, «Исторический вестник», 1888, № 2–4). У 1920-х рр. відомий юрист та письменник. А.Коні в листі до літ. критика та письменника К.Чуковського згадує про доньку Павла Михайловича К. — Ольгу Павлівну, яка жила на той час у м. Гатчина (нині місто Ленінгр. обл., РФ), і просить допомогти їй у зв'язку з її тяжким становищем.
Рід записано до 6-ї частини родовідної книги Харківської губернії.
До цього роду також належав (за даними ЕУ, т. 3. Львів, 1994) Максим Максимович — соціолог, історик, правник та громадський діяч.

## Вшанування пам'яті
25 квітня 2024 року у місті Дергачі вулицю Короленка перейменували на вулицю Ковалевських.